# A Fallen Hero
A Fallen Hero è un cortometraggio muto del 1913 diretto da Edward Dillon da un soggetto di Anita Loos.

## Produzione
Il film fu prodotto dalla Biograph Company.

## Distribuzione
Distribuito dalla General Film Company, il film - un cortometraggio di 181,35 metri - uscì nelle sale cinematografiche USA il 23 ottobre 1913.
Nelle proiezioni, veniva programmato con il sistema dello split reel, accorpato in un'unica bobina con un altro cortometraggio prodotto dalla Biograph, la commedia The Winning Punch.
Non si conoscono copie ancora esistenti della pellicola che viene considerata presumibilmente perduta.